# Casey Siemaszko
Kazimierz A. Siemaszko, meglio conosciuto come Casey Siemaszko (Chicago, 17 marzo 1961), è un attore statunitense di origini polacche.

## Biografia
Figlio di un militante del Polskie Państwo Podziemne (gruppo di resistenza polacco durante la Seconda guerra mondiale) sopravvissuto al campo di concentramento di Sachsenhausen, e fratello maggiore dell'attrice Nina Siemaszko, frequenta la Goodman School of Drama alla DePaul University di Chicago.

Alterna ruoli in molte serie televisive come NYPD - New York Police Department, Law & Order, CSI: NY, Damages, a ruoli in film famosi come Stand by Me - Ricordo di un'estate (1986), Ritorno al futuro (1985, 1989), Young Guns - Giovani pistole (1988) e Uomini e topi (1992).

## Filmografia

### Cinema
- Class, regia di Lewis John Carlino (1983)
- L'ammiratore segreto (Secret Admirer), regia di David Greenwalt (1985)
- Ritorno al futuro (Back to the Future), regia di Robert Zemeckis (1985)
- Stand by Me - Ricordo di un'estate (Stand by Me), regia di Rob Reiner (1986)
- Giardini di pietra (Gardens of Stone), regia di Francis Ford Coppola (1987)
- L'ora della rivincita (Three O'Clock High), regia di Phil Joanou (1987)
- Frenesie... militari (Biloxi Blues), regia di Mike Nichols (1988)
- Young Guns - Giovani pistole (Young Guns), regia di Christopher Cain (1988)
- Ladro e gentiluomo (Breaking In), regia di Bill Forsyth (1989)
- Ritorno al futuro - Parte II (Back to the Future Part II), regia di Robert Zemeckis (1989)
- Colpo grosso (The Big Slice), regia di John Bradshaw (1991)
- L'ambassade en folie, regia di Baz Taylor (1992)
- Uomini e topi (Of Mice and Men), regia di Gary Sinise (1992)
- The Paint Job, regia di Michael Taav (1993)
- Due ragazze un tatuaggio e l'Fbi (Teresa's Tattoo), regia di Julie Cypher (1994)
- Lezioni di anatomia (Milk Money), regia di Richard Benjamin (1994)
- Black Scorpion, regia di Jonathan Winfrey (1995)
- The Phantom, regia di Simon Wincer (1996)
- Al di là del desiderio (Bliss), regia di Lance Young (1997)
- Taxman, regia di Avi Nesher (1998)
- Together & Alone, regia di Duane Whitaker (1998)
- Limbo, regia di John Sayles (1999)
- I soliti amici (The Crew), regia di Michael Dinner (2000)
- Waltzing Anna, regia di Doug Bollinger e Bx Giongrete (2006)
- The Boy Who Cried Bitch: The Adolescent Years, regia di Mathew Levin II (2007)
- Nemico pubblico - Public Enemies (Public Enemies), regia di Michael Mann (2009)

### Televisione
- Hard Knox, regia di Peter Werner – film TV (1984)
- Il silenzio nel cuore (Silence of the Heart), regia di Richard Michaels – film TV (1984)
- L'albero delle mele (The Facts of Life) – serie TV, episodio 6x11 (1984)
- Storie incredibili (Amazing Stories) – serie TV, episodio 1x05, regia di Steven Spielberg (1985)
- A cuore aperto (St. Elsewhere) – serie TV, episodi 3x11-3x17-4x11 (1984-1985)
- Miracle of the Heart: A Boys Town Story, regia di Georg Stanford Brown – film TV (1986)
- American Harvest, regia di Dick Lowry – film TV (1987)
- The Chase, regia di Paul Wendkos – film TV (1991)
- Tribeca – serie TV, episodio 1x04 (1993)
- Le avventure di Brisco County Jr. (The Adventures of Brisco County Jr.) – serie TV, episodio 1x21 (1994)
- 704 Hauser – serie TV, episodio 1x01 (1994)
- CBS Schoolbreak Special – serie TV, episodio 13x2 (1995)
- Too Something – serie TV, episodi 1x06-1x10 (1996)
- Mistrial, regia di Heywood Gould – film TV (1996)
- Chicago Sons – serie TV, episodio 1x04 (1997)
- La piccola Rose (Rose Hill), regia di Christopher Cain – film TV (1997)
- La tempesta del secolo (Storm of the Century) – serie TV, episodi 1x01-1x02-1x03 (1999)
- Chameleon II: Death Match, regia di Craig R. Baxley e Russell King – film TV (1999)
- Falcone – serie TV, episodi 1x02-1x03 (2000)
- Oz – serie TV, episodi 6x06-6x08 (2003)
- The Street Lawyer, regia di Paris Barclay – film TV (2003)
- Law & Order: Criminal Intent – serie TV, episodio 3x12 (2004)
- NYPD - New York Police Department (NYPD: Blue) – serie TV, 14 episodi (1996-2004)
- The Inside – serie TV, episodio 1x06 (2005)
- CSI: NY – serie TV, episodio 2x20 (2006)
- Law & Order - Unità vittime speciali (Law & Order: Special Victims Unit) – serie TV, episodio 8x13 (2007)
- The Bronx Is Burning – serie TV, episodio 1x04 (2007)
- New Amsterdam – serie TV, episodio 1x02 (2008)
- Law & Order - I due volti della giustizia (Law & Order) – serie TV, episodi 7x20-18x14-20x9 (1997-2009)
- The Event – serie TV, episodio 1x01 (2010)
- Blue Bloods – serie TV, episodio 2x21 (2012)
- Louie – serie TV, episodio 3x05 (2012)
- White Collar – serie TV, episodio 4x04 (2012)
- NYC 22 – serie TV, episodi 1x01-1x09-1x11 (2012)
- Damages – serie TV, 13 episodi (2007-2012)
- Elementary – serie TV, episodio 1x02 (2012)
- Killing Kennedy, regia di Nelson McCormick – film TV (2013)
- Person of Interest – serie TV, episodio 3x16 (2014)
- The Blacklist – serie TV, episodio 1x16 (2014)
- Unforgettable – serie TV, episodio 4x01 (2015)
- Billions – serie TV, episodio 1x04 (2016)

## Doppiatori italiani
Nelle versioni in italiano delle opere in cui ha recitato, Casey Siemaszko è stato doppiato da:
- Fabrizio Manfredi in Stand by Me - Ricordo di un'estate, L'ora della rivincita
- Tonino Accolla in Storie incredibili
- Rory Manfredi in L'ammiratore segreto
- Sandro Acerbo in Giardini di pietra
- Gaetano Varcasia in Frenesie... militari
- Luca Biagini in Young Guns - Giovani pistole
- Vittorio Stagni in Ladro e gentiluomo
- Nino Prester in Ritorno al futuro - Parte II
- Mauro Gravina in Uomini e topi
- Alberto Caneva in Lezioni di anatomia
- Roberto Stocchi in The Phantom
- Pino Ammendola in NYPD - New York Police Department
- Gianni Bersanetti in La piccola Rose
- Carlo Cosolo in La tempesta del secolo
- Riccardo Lombardo in Law & Order: Criminal Intent
- Antonio Angrisano in CSI: NY
- Roberto Certomà in Blue Bloods
- Luciano Roffi in White Collar
- Claudio Fattoretto in Damages (st. 1)
- Paolo Buglioni in Damages (st. 5)
- Manfredi Aliquò in Billions